# Gare de Galuzot
La gare de Galuzot est une halte ferroviaire, de la ligne du Coteau à Montchanin. Elle est située rue Jean Marie Bernard et impasse de Franche Comté sur le territoire de la commune de Saint-Vallier dans le département de Saône-et-Loire, région Bourgogne-Franche-Comté en France. 
Mise en service en 1931 par la Compagnie des chemins de fer de Paris à Lyon et à la Méditerranée (PLM), c'est une halte voyageurs de la Société nationale des chemins de fer français (SNCF).

## Situation ferroviaire
Établie à 279 mètres d'altitude, la gare de Galuzot est située au point kilométrique (PK) 90,886 de la ligne du Coteau à Montchanin entre les gares ouvertes de Ciry-le-Noble et de Montceau-les-Mines.

## Histoire
La halte de Galuzot est mise en service le 1er août 1931, par la  Compagnie des chemins de fer de Paris à Lyon et à la Méditerranée (PLM). La Compagnie ayant refusé la création de surtaxes locales, la commune inclut cette charge dans ses comptes et charge le maire de négocier l'emprunt nécessaire au Crédit Foncier.

## Service des voyageurs

### Accueil
Halte SNCF, c'est un point d'arrêt non géré (PANG) à accès libre, qui ne dispose pas d'automate pour l'achat de titres de transports.

### Dessertes
Galuzot est desservie par des trains du réseau TER Bourgogne-Franche-Comté qui effectuent les relations :  - Paray-le-Monial et Montchanin (ou Dijon-Ville) - Moulins-sur-Allier,.